# Seis días de Adelaida
Los Seis días de Adelaida era una cursa de ciclismo en pista, de la modalidad de seis días, que se corría a Adelaida (Australia). Su primera edición data del 1960 y se disputó hasta el 1967.

## Palmarés
| Año  | Ganadores                     | Segundos                          | Terceros                         |
| ---- | ----------------------------- | --------------------------------- | -------------------------------- |
| 1960 | John Green John Young         | Peter Panton Claus Stiefler       | Ron Grenda Fred Roche            |
| 1961 | Keith Reynolds Colin Shaw     | John Green Barry Vale             | John Adams Jack Sommer           |
| 1962 | Giuseppe Ogna Nino Solari     | Dennis Patterson Sydney Patterson | Warwick Dalton Trevor Skinner    |
| 1963 | Nino Solari Sydney Patterson  | Frank Micich John Tressider       | Harry Gould Neville Veale        |
| 1964 | edición no realizada          |                                   |                                  |
| 1965 | Leandro Faggin Jack Ciavola   | Ferdinando Terruzzi Nino Solari   | Charly Walsh John Young          |
| 1966 | edición no realizada          |                                   |                                  |
| 1967 | Charly Walsh Sydney Patterson | Robert Ryan Jack Ciavola          | Sergio Bianchetto Leandro Faggin |